# スイング・ステート

2020年の結果に基づいた、2024年の大統領選挙の激戦州の地図。 青は民主党候補のジョー・バイデン、赤は共和党候補のドナルド・トランプを選出した州を示している。 薄い青や赤色の州が「スイング・ステート」。

スイング・ステート（英: swing state）は、アメリカ合衆国大統領選挙の勝者総取り方式において、共和党・民主党の支持率が拮抗し選挙の度に勝利政党が変動する州を指す言葉である。「注目州」「揺れる州」「揺れ動く州」「激戦州」「紫の州」「パープル・ステート」とも呼ばれる。

## 概要
20世紀末から21世紀初頭現在のアメリカ合衆国の選挙では伝統的に、北東部やカリフォルニア州、イリノイ州などの西海岸、五大湖地域が民主党の地盤（党のイメージカラーからブルー・ステートと呼ばれる）、中西部や南部が共和党の地盤（同様にレッド・ステートと呼ばれる）とされている（詳細は赤い州・青い州を参照）。
大統領選挙において、それぞれの地盤で勝利するだけでは当選に必要な大統領選挙人の過半数（270人、総数は538人）の確保は困難なため、どちらの地盤とも言えない州での勝敗が当落を左右することになる。比例割当方式を採用しているネブラスカ州とメーン州を除く48州及びコロンビア特別区で勝者総取り方式を採用していることが、より州での勝敗が重視される要因となっている。
スイング・ステートのなかでも特に有権者が多く選挙人の割り当てが多い州が、大統領選挙の帰趨を決する州となることがある。両党候補の選挙運動は、スイング・ステートにて重点的・集中的に行われる事となり、投票日直前はほぼこれらの州に張り付いての活動となる。
2000年の選挙では、共和党ジョージ・W・ブッシュと民主党アル・ゴアが極めて僅差となり、フロリダ州での票の再集計を巡って法廷闘争（ブッシュ対ゴア事件）となった末、ブッシュが勝利し大統領に当選した。ゴアは敗れたニューハンプシャー州で勝利していれば、フロリダ州で敗北しても大統領になる計算で、全米での総得票数はブッシュを上回った。
2004年の選挙では、オハイオ州の勝敗が焦点となり、民主党ジョン・ケリー陣営が再集計を要求する構えを見せたが、直後に敗北を認め現職のブッシュが再選を果たした。
2016年の選挙では、オハイオ州・ウィスコンシン州・ペンシルベニア州・ミシガン州の民主党が比較的強かったいわゆるラストベルトとフロリダ州が勝敗の焦点となったが、共和党ドナルド・トランプがこれら全ての州で勝利した。ミシガンなど3州では民主党ヒラリー・クリントン陣営の要請で再集計が行われたが、当選が伝えられていたトランプの優勢は変わらずトランプが大統領に当選した。選挙人の獲得数ではトランプが306人でクリントンが232人であり、敗れていた5州のうち2州以上でクリントンが勝利していれば逆転していた計算になる。全米での総得票数はクリントンが上回った。
2020年の選挙では、民主党ジョー・バイデンがミシガン州・ウィスコンシン州・ペンシルベニア州を奪還し、更に共和党の地盤である南部のアリゾナ州、ジョージア州で勝利し当選した。
2024年の選挙では、共和党ドナルド・トランプが圧勝した。
2010年代以降は、スイング・ステートだったオハイオ州やアイオワ州、フロリダ州がレッド・ステートに、コロラド州やバージニア州、ニューハンプシャー州がブルー・ステートに移行している一方で、元来民主党が強く「ブルーウォール」の別名で呼ばれていたミシガン州、ペンシルベニア州、ウィスコンシン州、共和党の牙城とされていたアリゾナ州、ジョージア州がスイング・ステートと見なされるようになってきている。また、共和党の大票田であるテキサス州も徐々にではあるもののスイング・ステートに近づきつつある。

## 主要なスイング・ステート
2020年アメリカ合衆国大統領選挙では、FOXニュースはHot Racesとして以下の州を挙げた。
- アリゾナ州
- フロリダ州
- ジョージア州
- アイオワ州
- ミシガン州
- ミネソタ州
- ネバダ州
- ノースカロライナ州
- オハイオ州
- ペンシルバニア州
- テキサス州
- ウィスコンシン州

また、CNNはBattleground StatesとしてFOXニュースの挙げた上記各州に加えて以下の州も挙げた。
- コロラド州
- ニューハンプシャー州
- バージニア州

このうち、2024年アメリカ合衆国大統領選挙でスイング・ステートとして挙げられているのは、アリゾナ州・ジョージア・ミシガン州・ネバダ州・ノースカロライナ州・ペンシルベニア州・ウィスコンシン州の7州である。

## 1984年からの主なスイング・ステートでの大統領選挙結果
| 州                   | 大統領選挙                                    | 大統領選挙                                        | 大統領選挙                                    | 大統領選挙                        | 大統領選挙                           | 大統領選挙                               | 大統領選挙                          | 大統領選挙                          | 大統領選挙                                  | 大統領選挙                              | 大統領選挙                            |
| 州                   | 1984                                          | 1988                                              | 1992                                          | 1996                              | 2000                                 | 2004                                     | 2008                                | 2012                                | 2016                                        | 2020                                    | 2024                                  |
| 州                   | ロナルド・レーガン vs. ウォルター・モンデール | ジョージ・H・W・ブッシュ vs. マイケル・デュカキス | ビル・クリントン vs. ジョージ・H・W・ブッシュ | ビル・クリントン vs. ボブ・ドール | ジョージ・W・ブッシュ vs. アル・ゴア | ジョージ・W・ブッシュ vs. ジョン・ケリー | バラク・オバマ vs. ジョン・マケイン | バラク・オバマ vs. ミット・ロムニー | ドナルド・トランプ vs. ヒラリー・クリントン | ジョー・バイデン vs. ドナルド・トランプ | ドナルド・トランプ vs. カマラ・ハリス |
| 選挙勝利者           | レーガン                                      | ブッシュ                                          | クリントン                                    | クリントン                        | ブッシュ                             | ブッシュ                                 | オバマ                              | オバマ                              | トランプ                                    | バイデン                                | トランプ                              |
| -------------------- | --------------------------------------------- | ------------------------------------------------- | --------------------------------------------- | --------------------------------- | ------------------------------------ | ---------------------------------------- | ----------------------------------- | ----------------------------------- | ------------------------------------------- | --------------------------------------- | ------------------------------------- |
| アリゾナ州           | レーガン                                      | ブッシュ                                          | ブッシュ                                      | クリントン                        | ブッシュ                             | ブッシュ                                 | マケイン                            | ロムニー                            | トランプ                                    | バイデン                                | トランプ                              |
| コロラド州           | レーガン                                      | ブッシュ                                          | クリントン                                    | ドール                            | ブッシュ                             | ブッシュ                                 | オバマ                              | オバマ                              | クリントン                                  | バイデン                                | ハリス                                |
| フロリダ州           | レーガン                                      | ブッシュ                                          | ブッシュ                                      | クリントン                        | ブッシュ                             | ブッシュ                                 | オバマ                              | オバマ                              | トランプ                                    | トランプ                                | トランプ                              |
| ジョージア州         | レーガン                                      | ブッシュ                                          | クリントン                                    | ドール                            | ブッシュ                             | ブッシュ                                 | マケイン                            | ロムニー                            | トランプ                                    | バイデン                                | トランプ                              |
| アイオワ州           | レーガン                                      | デュカキス                                        | クリントン                                    | クリントン                        | ゴア                                 | ブッシュ                                 | オバマ                              | オバマ                              | トランプ                                    | トランプ                                | トランプ                              |
| ミシガン州           | レーガン                                      | ブッシュ                                          | クリントン                                    | クリントン                        | ゴア                                 | ケリー                                   | オバマ                              | オバマ                              | トランプ                                    | バイデン                                | トランプ                              |
| ミネソタ州           | モンデール                                    | デュカキス                                        | クリントン                                    | クリントン                        | ゴア                                 | ケリー                                   | オバマ                              | オバマ                              | クリントン                                  | バイデン                                | ハリス                                |
| ネバダ州             | レーガン                                      | ブッシュ                                          | クリントン                                    | クリントン                        | ブッシュ                             | ブッシュ                                 | オバマ                              | オバマ                              | クリントン                                  | バイデン                                | トランプ                              |
| ニューハンプシャー州 | レーガン                                      | ブッシュ                                          | クリントン                                    | クリントン                        | ブッシュ                             | ケリー                                   | オバマ                              | オバマ                              | クリントン                                  | バイデン                                | ハリス                                |
| ノースカロライナ州   | レーガン                                      | ブッシュ                                          | ブッシュ                                      | ドール                            | ブッシュ                             | ブッシュ                                 | オバマ                              | ロムニー                            | トランプ                                    | トランプ                                | トランプ                              |
| オハイオ州           | レーガン                                      | ブッシュ                                          | クリントン                                    | クリントン                        | ブッシュ                             | ブッシュ                                 | オバマ                              | オバマ                              | トランプ                                    | トランプ                                | トランプ                              |
| ペンシルベニア州     | レーガン                                      | ブッシュ                                          | クリントン                                    | クリントン                        | ゴア                                 | ケリー                                   | オバマ                              | オバマ                              | トランプ                                    | バイデン                                | トランプ                              |
| テキサス州           | レーガン                                      | ブッシュ                                          | ブッシュ                                      | ドール                            | ブッシュ                             | ブッシュ                                 | マケイン                            | ロムニー                            | トランプ                                    | トランプ                                | トランプ                              |
| バージニア州         | レーガン                                      | ブッシュ                                          | ブッシュ                                      | ドール                            | ブッシュ                             | ブッシュ                                 | オバマ                              | オバマ                              | クリントン                                  | バイデン                                | ハリス                                |
| ウィスコンシン州     | レーガン                                      | デュカキス                                        | クリントン                                    | クリントン                        | ゴア                                 | ケリー                                   | オバマ                              | オバマ                              | トランプ                                    | バイデン                                | トランプ                              |